# 피독
피독(영어: Pdogg)(본명: 강효원, 1983년 9월 19일 ~ )은 대한민국의 작곡가 겸 프로듀서이다. 빅히트 뮤직 소속의 수석 프로듀서이다.

## 약력
25세 때 우연히 방시혁이 운영하는 작곡 관련 커뮤니티가 있다는 것을 알게 돼 그곳에 곡을 올리기 시작했다. 당시 올린 곡들이 좋은 평가를 받게 되면서 그 중 2~3곡이 8eight 음반과 임정희 음반에 수록되면서 자연스레 빅히트 엔터테인먼트에 합류하게 되었다.
빅히트의 수석 프로듀서인 피독은 보이 그룹 방탄소년단의 데뷔부터 지금까지 함께하며, 앨범 프로듀싱은 물론 수많은 히트곡을 작업했다. 2017년 엠넷 아시안 뮤직 어워드에서 올해 최고의 프로듀서에게 주어지는 베스트 프로듀서상을 수상했다.

## 수상 내역
- 2017년 엠넷 아시안 뮤직 어워드 베스트 프로듀서상
- 2018년 제7회 가온차트 뮤직 어워드 올해의 작곡가상